# Magnus Hirschfeld
Magnus Hirschfeld (Kolberg, 14. svibnja 1868., – Nica, 14. svibnja 1935.) bio je njemački liječnik, seksolog i suosnivač prve organizacije za prava homoseksualnih osoba - Znanstveno-humanitarnog odbora. Djelovao je u okrugu Berlin-Charlottenburg tijekom weimarskog perioda. Zalagao se za prava seksualnih manjina, zbog čega ga je povjesničar Dustin Goltz prozvao prvim aktivistom za takva prava. Nacisti su ga napadali jer je bio židov i homoseksualac, nacionalistički aktivisti prebili su ga 1920., a 1933. njegov su Institut za seksologiju raspustili nacisti, koji su i spalili njegove knjige. Bio je prisiljen na egzil u Francsku, gdje je preminuo 1935.

## Rani život
Hirschfeld je rođen u Kolbergu, u židovskoj obitelji, kao sin poznatog liječnika Hermanna Hirschfelda. Od 1887. do 1888. studirao je filozofiju i filologiju u Breslau, tj. Wrocławu, a od 1888. do 1892. medicinu u Strasbourgu, Münchenu, Heidelbergu i Berlinu. Nakon nekoliko mjeseci putovanja, vraća se u Njemačku u Magdeburg gdje se bavi medicinom. Dvije godine kasnije seli u Berlin gdje počinje proučavati ljudsku seksualnost - posebno homoseksualnost.

## Politički i društveni aktivizam

### Znanstveno-humanitarni odbor
Nakon što je nekoliko godina djelovao u Magdeburgu kao liječnik opće prakse, pod pseudonimom Th. Ramien izdao je pamflet o homoseksualnoj ljubavi - Sapfa i Sokrat. Godine 1897. osniva Znanstveno-humanitarni odbor zajedno s izdavačom Maxom Spohrom, odvjetnikom Eduardom Obergom i piscem Franzom Josephom von Bülowom. Nastojali su provoditi istraživanja kojima bi zastupali prava homoseksualnih osoba i podržavali ukidanje Članka 175. Kaznenog zakona Njemačke koji je kriminalizirao homoseksualnost. Moto odbora, "Pravda kroz znanost", odražavao je Hirschfeldovo vjerovanje da će bolje znanstveno razumijevanje homoseksualnosti ukloniti društveno neprijateljstvo prema homoseksualnim osobama.
Unutar samog odbora, neki su članovi negirali Hirschfeldovo (i Ulrichsovo) stajalište da su homoseksualni muškarci po prirodi ženstveniji. Benedict Friedlaender i nekoliko drugih članova napustili su Znanstveno-humanitarni odbor i osnovali novu grupu, "Bund für männliche Kultur" (hrv. Zajednicu za mušku kulturu), koja se nedugo nakon osnivanja raspala. Tvrdili su da je muška istospolna ljubav aspekt muškosti, a ne zasebno stanje.
Znanstveno-humanitarni odbor je, pod Hirschfeldovim vodstvom, prikupio više od 5000 potpisa poznatih Nijemaca na peticiji za ukidanje Članka 175. Neki od njih su Albert Einstein, Hermann Hesse, Käthe Kollwitz, Thomas Mann, Heinrich Mann, Rainer Maria Rilke, August Bebel, Max Brod, Karl Kautsky, Stefan Zweig, Gerhart Hauptmann, Martin Buber, Richard von Krafft-Ebing i Eduard Bernstein. Prijedlog je 1898. godine predstavljen u Reichstagu, ali podržala ga je samo mala skupina zastupnika Socijaldemokratske stranke. 

## Vanjske poveznice
- Bundesstiftung Magnus Hirschfeld (Savezna zaklada Magnus Hirschfeld)
- Magnus-Hirschfeld-Gesellschaft (Društvo Magnus Hirschfeld)
- Djela Magnusa Hirschfelda/Djela o Magnusu Hirschfeldu na servisu Internet Archive